# Classe Vouga
La classe Vouga, indicata anche come classe Douro, fu una classe di cacciatorpediniere composta da sette unità entrate in servizio tra il 1933 e il 1936; le unità furono realizzate, sulla base di un progetto britannico, per conto della Marinha Portuguesa, ma due di esse furono cedute prima del completamento alla Armada de la República de Colombia.
Le unità portoghesi servirono operativamente durante il periodo della seconda guerra mondiale per far rispettare la neutralità del Portogallo, ma come le unità colombiane non furono coinvolte in particolari eventi bellici; l'ultimo dei Vouga fu ritirato dal servizio attivo nel 1967.

## Caratteristiche
Nel 1930 la Marina portoghese diede avvio a un programma di nuove costruzioni navali di durata decennale per rinnovare la sua ormai decrepita flotta, programma che prevedeva l'acquisizione di due incrociatori, dodici cacciatorpediniere e un certo numero di sommergibili e unità leggere; il contratto per la realizzazione dei nuovi cacciatorpediniere fu assegnato dalla ditta britannica Yarrow Shipbuilders, la quale batté la concorrenza della connazionale John I. Thornycroft & Company e di alcuni cantieri italiani. Un primo ordine, sottoscritto il 12 giugno 1931, previde la realizzazione di quattro unità, di cui due (Vouga e Lima) costruite interamente nei cantieri della Yarrow di Glasgow mentre altre due (Tejo e Douro) assemblate nell'Arsenale navale di Lisbona in Portogallo con macchinari forniti dai britannici; una quinta unità (Dão), sempre assemblata a Lisbona con macchinari forniti dalla Yarrow, venne ordinata il 18 gennaio 1933.
Il progetto elaborato dalla Yarrow si basava su quello del cacciatorpediniere Ambuscade, un prototipo realizzato per conto della Royal Navy nel 1926. Lo scafo dei Vouga era lungo fuori tutto 98,45 metri (93,57 metri tra le perpendicolari), largo nel punto massimo 9,45 metri e con un pescaggio a pieno carico di 3,35 metri; il dislocamento standard era di 1.239 tonnellate, cifra che saliva a 1.588 tonnellate con la nave a pieno carico di combattimento. L'apparato propulsivo si basava su due turbine a vapore tipo Parsons azionanti altrettanti alberi motore, alimentate da tre caldaie a tubi d'acqua della Yarrow dotate di preriscaldatori d'aria e surriscaldatori a vapore da 2.800 kPa; la potenza generata si aggirava sui 33.000 cavalli vapore (25.000 kW), il che garantiva una velocità massima di poco più di 36 nodi (alle prove in mare il Vouga fece registrare una velocità di 36,17 nodi mentre il Lima toccò i 36,36 nodi). L'autonomia si aggirava sulle 5.400 miglia nautiche alla velocità di crociera di 15 nodi.
L'armamento era analogo a quello dei contemporanei cacciatorpediniere britannici, con quattro cannoni da 120 mm della Vickers-Armstrong in torrette singole (due a prua e due a poppa sovrapposte), tre cannoni "pom-pom" da 40 mm Vickers-Armstrong QF 2 lb in funzione antiaerea, due banchi di quattro lanciasiluri da 530 mm e due lanciatori per bombe di profondità; all'occorrenza potevano essere imbarcate anche 20 mine navali. L'equipaggio ammontava a 147 tra ufficiali e marinai.
Le due unità costruite nei cantieri della Yarrow furono impostate nell'ottobre 1931 per poi entrare in servizio nel 1933; le prime due unità realizzate a Lisbona furono impostate nel 1932, ma prima del loro completamento furono acquistate dalla Colombia (come risposta agli eventi della recente guerra colombiano-peruviana del 1932-1933 e all'acquisto da parte della Marina de Guerra del Perú di due cacciatorpediniere ex-russi dall'Estonia) e al loro posto i cantieri portoghesi impostarono altre due unità dagli stessi nomi, portando a sette il totale dei Vouga realizzati.
L'armamento delle unità portoghesi fu modificato tra il 1942 e il 1943, quando i pezzi da 40 mm e un banco di lanciasiluri furono eliminati per poter imbarcare sei mitragliere antiaeree da 20 mm. Tra il 1946 e il 1947 le unità lusitane furono revisionate nei cantieri della Yarrow, e nel corso dei lavori l'armamento contraereo fu nuovamente modificato e basato su tre cannoni Bofors 40 mm e tre mitragliere da 20 mm; furono inoltre aggiunti un impianto sonar Type 285 e un radar Type 291 di origine britannica. Il Douro fece registrare dopo la revisione una velocità massima di 34,05 nodi.. Quattro dei cinque cacciatorpediniere portoghesi furono nuovamente revisionati e modernizzati nel 1957 (il Douro non fu sottoposto a lavori e fu il primo a essere ritirato dal servizio alla fine del 1959): due cannoni da 120 mm furono rimossi in favore dell'aggiunta di un mortaio anti-sommergibili Squid e due ulteriori cannoni antiaerei Bofors da 40 mm.

## Unità
| Nome       | Cantiere                   | Varo             | Entrata in servizio | Destino finale                                                                           |
| ---------- | -------------------------- | ---------------- | ------------------- | ---------------------------------------------------------------------------------------- |
| Vouga      | Yarrow Shipbuilders        | 25 gennaio 1933  | 24 giugno 1933      | radiato dal servizio il 3 giugno 1967                                                    |
| Tejo (i)   | Arsenale navale di Lisbona | 10 maggio 1933   | febbraio 1934       | venduto alla Colombia nel 1934 e rinominato ARC Antioquia, radiato dal servizio nel 1961 |
| Lima       | Yarrow Shipbuilders        | 29 maggio 1933   | 12 ottobre 1933     | radiato dal servizio il 16 ottobre 1965                                                  |
| Douro (i)  | Arsenale navale di Lisbona | 18 novembre 1933 | aprile 1934         | venduto alla Colombia nel 1934 e rinominato ARC Caldas, radiato dal servizio nel 1961    |
| Dão        | Arsenale navale di Lisbona | 30 luglio 1934   | 5 gennaio 1935      | radiato dal servizio il 29 novembre 1960                                                 |
| Tejo (ii)  | Arsenale navale di Lisbona | 4 maggio 1935    | 12 ottobre 1935     | radiato dal servizio il 9 febbraio 1965                                                  |
| Douro (ii) | Arsenale navale di Lisbona | 16 agosto 1935   | 11 febbraio 1936    | radiato dal servizio nel dicembre 1959                                                   |